# Andreas Holmberg (fotbollsspelare)
Claes Andreas Holmberg, född 17 augusti 1984, är en svensk fotbollstränare och tidigare fotbollsspelare. Han är sedan 2024 huvudtränare för Örgryte IS. Han är före detta fotbollsspelare (mittfältare och försvarare) som spelat över 200 seriematcher för Degerfors IF. Hans bror, Fredrik Holmberg, är också före detta fotbollsspelare, som sedan 2021 är tränare för Gais.

## Karriär
Holmbergs moderklubb är Qviding FIF. Han spelade 28 matcher och gjorde ett mål för klubben i Superettan 2006. Under säsongen 2007 gjorde Holmberg åtta mål på 13 matcher för klubben i Division 1. 
I juli 2007 värvades Holmberg av Degerfors IF, där han skrev på ett kontrakt fram till oktober 2010. I maj 2010 förlängdes kontraktet fram över säsongen 2012. I juli 2012 förlängde han sitt kontrakt med två år. I november 2014 förlängde han återigen sitt kontrakt med två år.
I november 2016 förlängde Holmberg sitt kontrakt med Degerfors över säsongen 2017 och blev samtidigt klar som assisterande tränare i klubben. Efter säsongen 2017 slutade han spela men förblev assisterande tränare. I november 2019 blev Holmberg utsedd till delad huvudtränare i Degerfors IF tillsammans med Tobias Solberg. Tränarduon ledde klubben till en andraplats i Superettan 2020, vilket gav en uppflyttning till Allsvenskan och en plats i högsta divisionen för Degerfors för första gången sedan 1997.